# 金帶生麗魚
金帶生麗魚，為輻鰭魚綱鱸形目隆頭魚亞目慈鯛科的其中一種，分布於南美洲奧里諾科河流域，體長可達3.8公分，棲息在河川中底層水域，生活習性不明。